# Dioclea

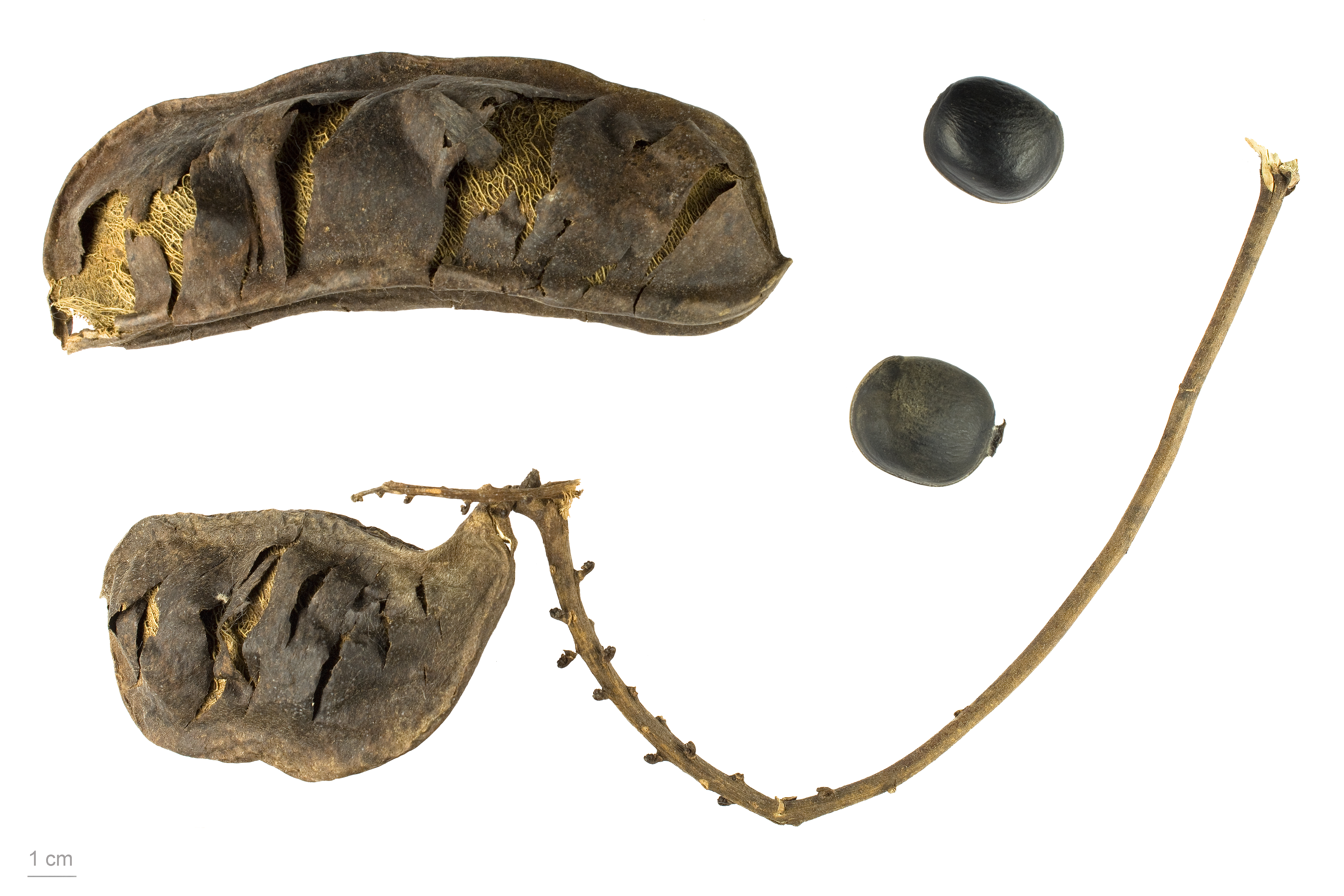
Dioclea macrocarpa - MHNT

Dioclea é um género botânico pertencente à família Fabaceae.